# Vic-sur-Cère
Vic-sur-Cère is een gemeente in het Franse departement Cantal (regio Auvergne-Rhône-Alpes). De plaats maakt deel uit van het arrondissement Aurillac. Vic-sur-Cère telde op 1 januari 2022 1.908 inwoners.

## Geografie
De oppervlakte van Vic-sur-Cère bedroeg op 1 januari 2022 29,37 vierkante kilometer; de bevolkingsdichtheid was toen 65 inwoners per km².
De onderstaande kaart toont de ligging van Vic-sur-Cère met de belangrijkste infrastructuur en aangrenzende gemeenten.

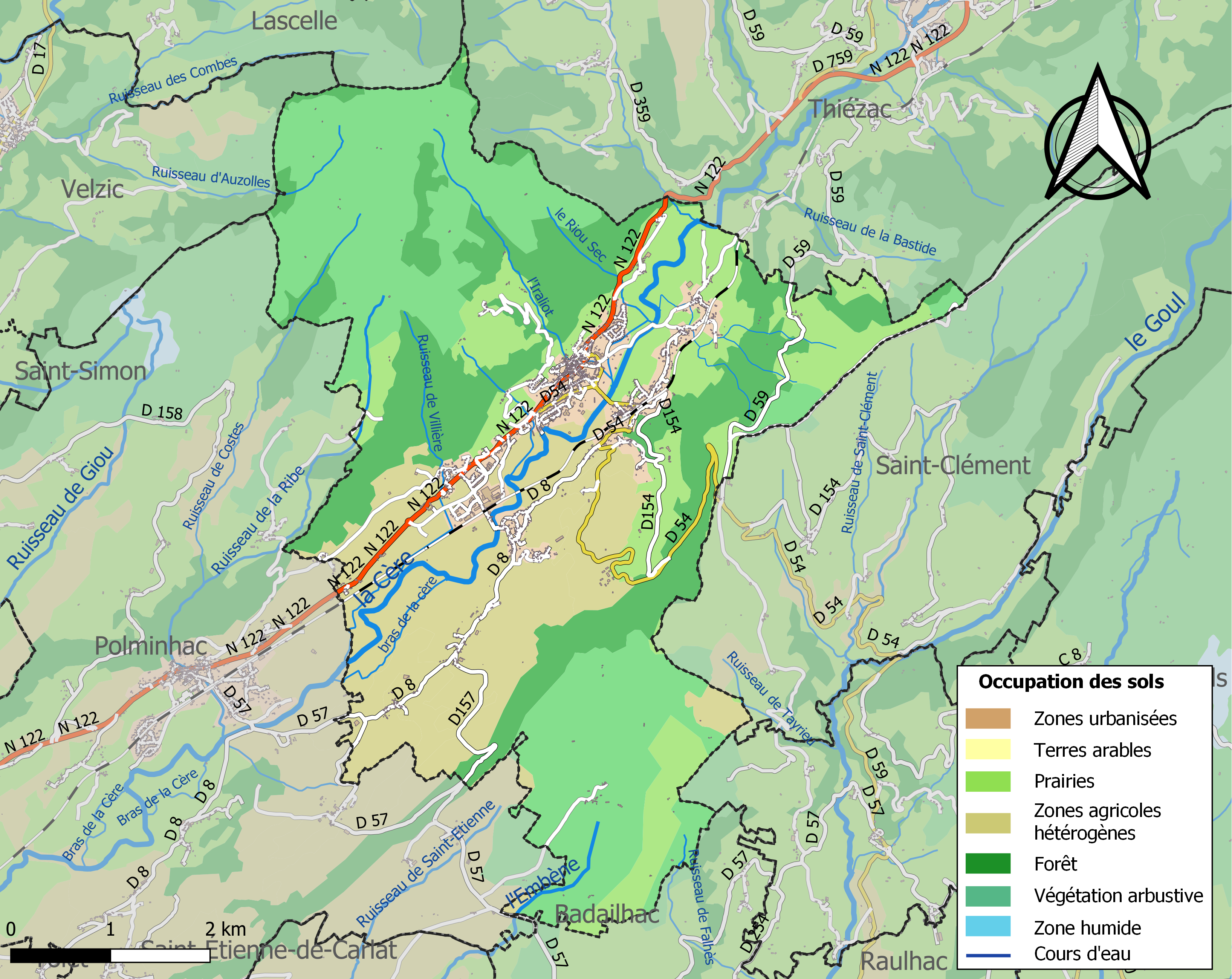

## Verkeer en vervoer
In de gemeente ligt spoorwegstation Vic-sur-Cère.

## Demografie
Onderstaande figuur toont het verloop van het inwonertal (bron: INSEE-tellingen).

Vanwege een beveiligingsprobleem met de MediaWiki Graph-software is het momenteel niet mogelijk deze grafiek weer te geven. Zodra de software is bijgewerkt zal de grafiek vanzelf weer zichtbaar worden.

## Externe links

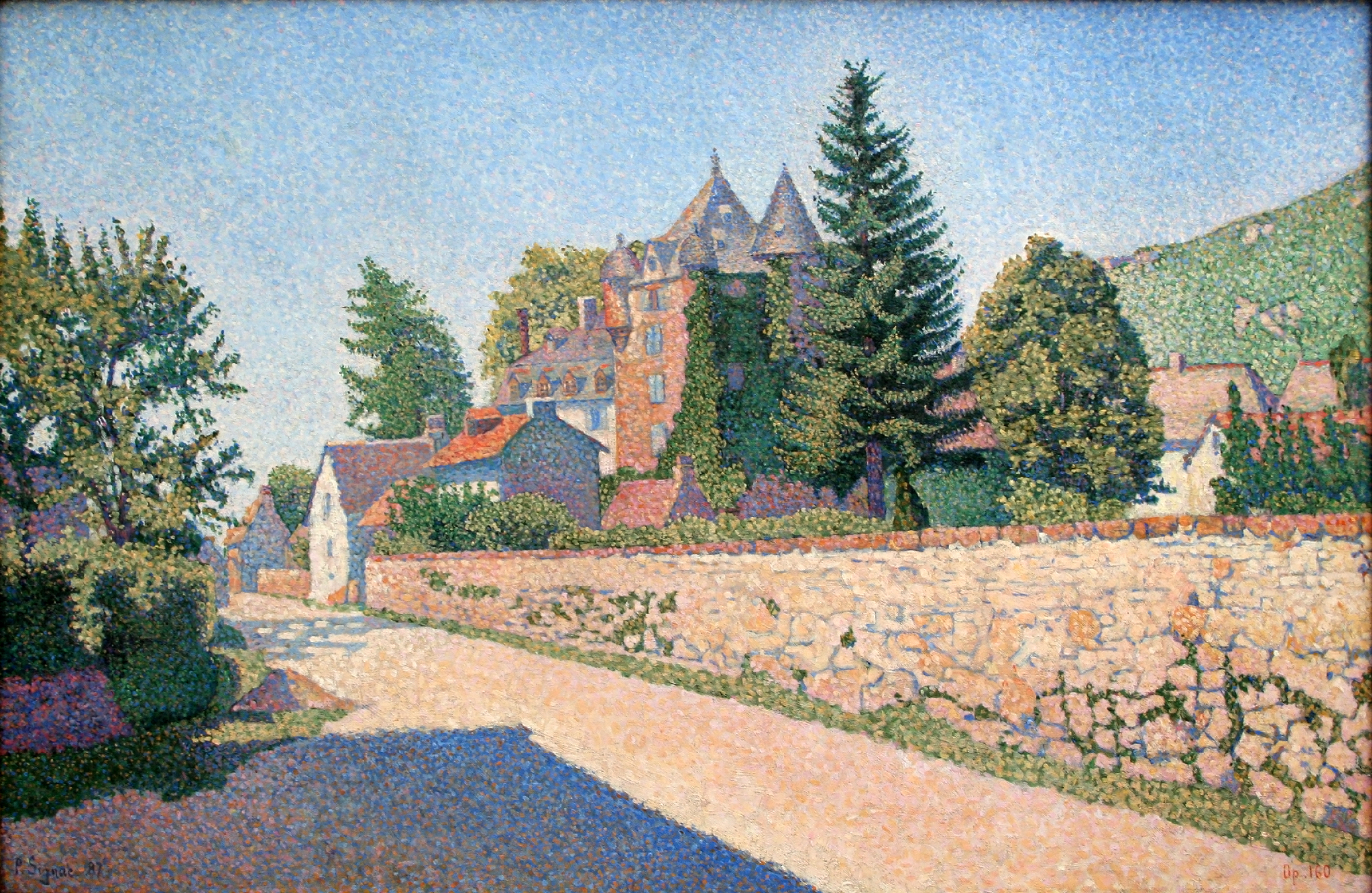
Kasteel van Comblat
gelegen in Vic-sur-Cère
Paul Signac, 1887